# 푸사를라 벵카타 신두
푸사를라 벵카타 신두(텔루구어: పూసర్ల వెంకట సింధు, 1995년 7월 5일~)는 인도의 배드민턴 선수이다. 2016년과 2020년 하계 올림픽에서 여자 단식 은메달과 동메달을 획득했으며 2019년 세계 선수권 대회 여자 단식 우승을 차지했다. 또한 2022년 코먼웰스 게임 여자 단식 경기에서 금메달을 획득했다. 그녀는 세계 배드민턴 선수권 대회에서 우승한 최초이자 유일한 인도 선수이며 올림픽에서 2회 연속으로 메달을 획득한 두 번째 인도 선수이다. 2017년에는 개인 최고 세계 랭킹인 2위에 도달했다.